# Мартінес (Джорджія)
Мартінес (англ. Martinez) — переписна місцевість (CDP) в США, в окрузі Колумбія штату Джорджія. Населення — 34 535 осіб (2020).

## Географія
Мартінес розташований за координатами 33°31′16″ пн. ш. 82°6′5″ зх. д. / 33.52111° пн. ш. 82.10139° зх. д. (33.521018, -82.101404).  За даними Бюро перепису населення США в 2010 році переписна місцевість мала площу 37,87 км², з яких 37,58 км² — суходіл та 0,29 км² — водойми.

## Демографія
Згідно з переписом 2010 року, у переписній місцевості мешкало 35 795 осіб у 13 587 домогосподарствах у складі 10 140 родин. Густота населення становила 945 осіб/км².  Було 14486 помешкань (383/км²).
Расовий склад населення:
| - 77,2 % — білих - 12,7 % — чорних або афроамериканців - 5,5 % — азіатів - 0,3 % — корінних американців - 0,2 % — вихідців з тихоокеанських островів - 1,2 % — осіб інших рас |

До двох чи більше рас належало 2,9 %. Частка іспаномовних становила 4,3 % від усіх жителів.
За віковим діапазоном населення розподілялося таким чином: 26,0 % — особи молодші 18 років, 63,0 % — особи у віці 18—64 років, 11,0 % — особи у віці 65 років та старші. Медіана віку мешканця становила 37,3 року. На 100 осіб жіночої статі у переписній місцевості припадало 93,2 чоловіків;  на 100 жінок у віці від 18 років та старших — 90,3 чоловіків також старших 18 років.
Середній дохід на одне домашнє господарство  становив 90 672 долари США (медіана — 63 420), а середній дохід на одну сім'ю — 102 099 доларів (медіана — 72 818). Медіана доходів становила 52 980 доларів для чоловіків та 35 972 долари для жінок. За межею бідності перебувало 9,5 % осіб, у тому числі 12,4 % дітей у віці до 18 років та 5,2 % осіб у віці 65 років та старших.
Цивільне працевлаштоване населення становило 17 333 особи. Основні галузі зайнятості: освіта, охорона здоров'я та соціальна допомога — 25,8 %, науковці, спеціалісти, менеджери — 13,1 %, виробництво — 9,9 %, роздрібна торгівля — 9,8 %.